# Zoo de Karlsruhe
Le zoo de Karlsruhe (Zoologischer Garten Karlsruhe) est un parc zoologique allemand situé dans le Land de Bade-Wurtemberg, à Karlsruhe. Le zoo couvre une superficie d'environ 9 hectares, auxquels s'ajoutent 13 hectares de jardins publics, et 16 hectares de forêt. Près de 800 animaux de 150 espèces y sont présentées.

## Situation
Le zoo est situé au nord de la gare principale et au sud du Centre de Congrès de Karlsruhe entre les quartiers sud et sud-ouest de la ville.

## Histoire
Le zoo de Karlsruhe a été ouvert en 1865 et est l'un des plus vieux zoos en Allemagne. Il est progressivement étendu jusqu’en 2015, date à laquelle sont fêtés le 150e anniversaire du zoo et les 300 ans de la ville de Karlsruhe.